# Ewangelicko-Luterański Kościół Krajowy Hanoweru
Ewangelicko-Luterański Kościół Krajowy Hanoweru (niem. Evangelisch-lutherische Landeskirche Hannovers) – jeden z 22 kościołów regionalnych tworzących Kościół Ewangelicki w Niemczech. Na koniec 2014 roku liczył 2 630 125 wiernych.

## Diecezje
Obszar działania dzieli się na 6 diecezji (Sprengel):
- Hanower
- Hildesheim-Getynga
- Lüneburg
- Osnabrück
- Fryzja Wschodnia z siedzibą w Emden
- Stade

## Biskupi krajowi
- 1925–1947 – dr. August Marahrens
- 1947–1971 – dr. Johannes Lilje
- 1971–1988 – dr. Eduard Lohse
- 1988–1999 – dr. Horst Hirschler
- 1999–2010 – dr. Margot Käßmann
- 2010–2011 – Hans Hermann Jantzen
- od 2011 – Ralf Meister